# 宇佐八幡駅
宇佐八幡駅（うさはちまんえき）は、かつて大分県宇佐郡宇佐町（現・宇佐市）にあった大分交通宇佐参宮線の駅（廃駅）である。

## 概要
1916年（大正5年）3月1日の大分交通宇佐参宮線全線開業に伴い、同線の終着駅として開業。1935年（昭和10年）頃に宇佐神宮の造営に伴い、新築移転。1965年（昭和40年）8月21日の宇佐参宮線の全線廃止に伴い廃止された。宇佐神宮の最寄り駅であり、駅舎は寺社建築を模したものであった。
宇佐八幡駅の跡地は宇佐神宮の駐車場となっている。また、宇佐神宮の境内には、宇佐参宮線を走っていた宇佐参宮線26号蒸気機関車（クラウス号）が保存されており、2005年（平成17年）3月29日には大分県の有形文化財に指定されている。

## 歴史
- 1916年（大正5年）3月1日：宇佐参宮鉄道の駅として開業。
- 1935年（昭和10年）頃：宇佐神宮の造営に伴い、宇佐八幡駅を新築移転。
- 1945年（昭和20年）4月20日：宇佐参宮鉄道の統合に伴い大分交通宇佐参宮線の駅となる。
- 1965年（昭和40年）8月21日：宇佐参宮線全線廃止に伴い廃止。

## 駅周辺
- 宇佐神宮
- 極楽寺[7]
- 円通寺[8]
- 宇佐警察署宇佐警察官駐在所
- 宇佐市宇佐公民館
- 宇佐市立宇佐小学校
- 国道10号
- 大分交通・大交北部バス・宇佐市コミュニティバス（ふれあい号）「宇佐八幡」停留所
- 寄藻川

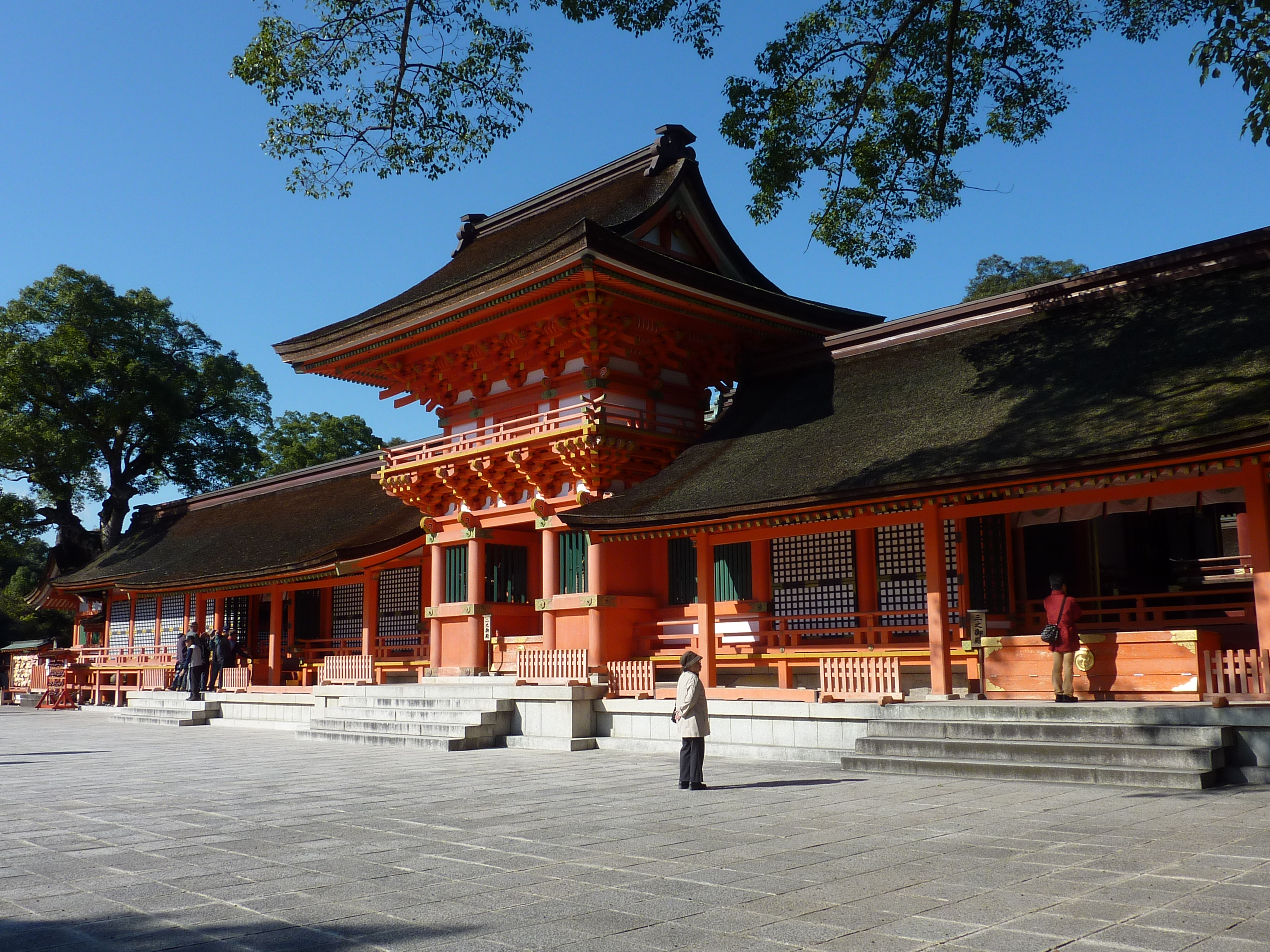
宇佐神宮（駅名の由来となった神社。画像は同神社の南中楼門）
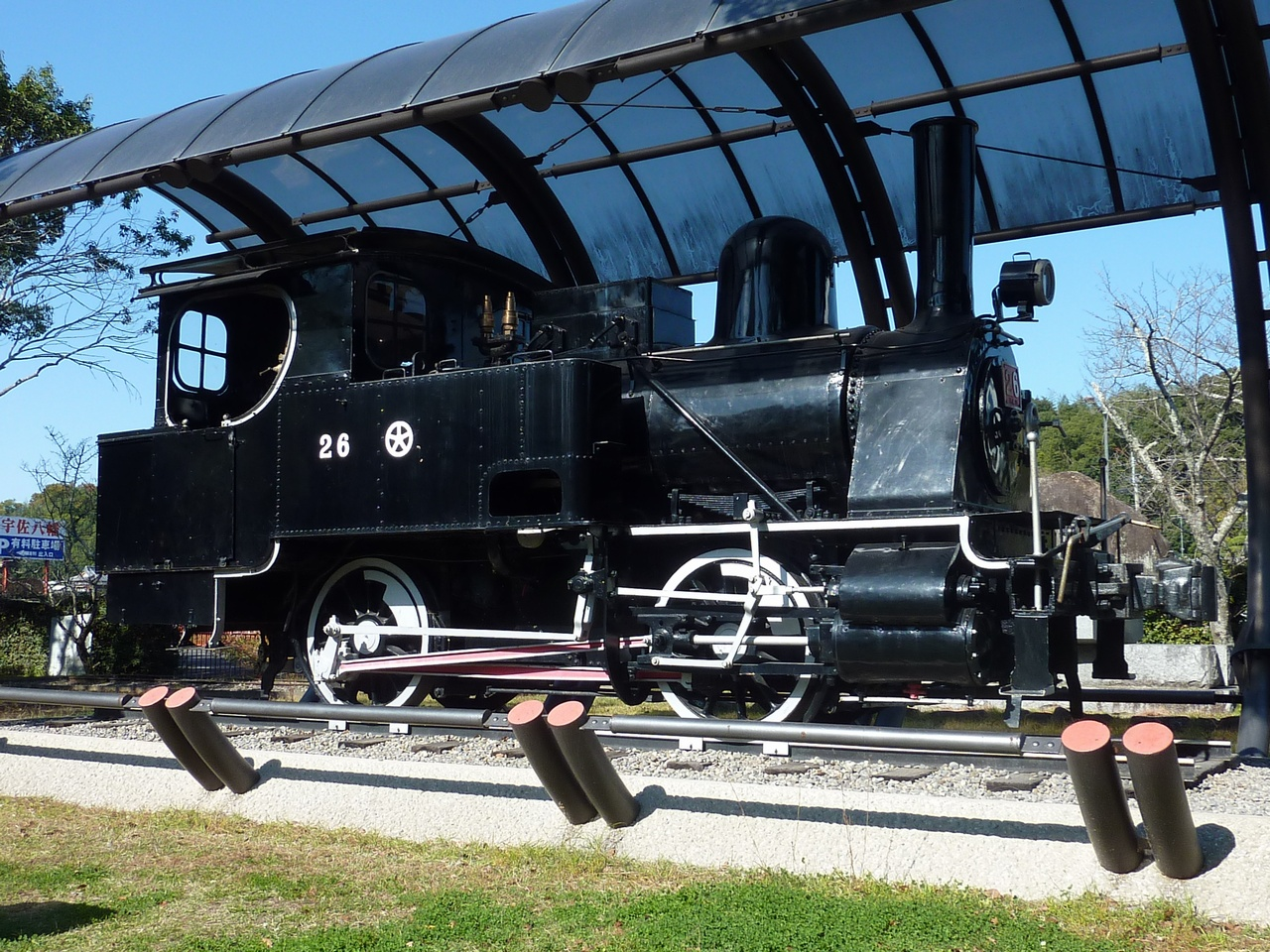
宇佐参宮線26号蒸気機関車（宇佐神宮の境内で静態保存）

## 隣の駅
大分交通
宇佐参宮線
宇佐高校前駅 - 宇佐八幡駅